# Criotettix latiferus
Criotettix latiferus är en insektsart som först beskrevs av Walker, F. 1871.  Criotettix latiferus ingår i släktet Criotettix och familjen torngräshoppor. Inga underarter finns listade i Catalogue of Life.